# Stala plačuć' tužna mati
Stala plačuć' tužna mati (lat. Stabat mater dolorosa) katolički je himan posvećen Djevici Mariji. 
Tema himna su Marijine žalosti za vrijeme Isusove muke. Postoji i himan slična imena (lat. Stabat Mater Speciosa) koji veselo govori o Isusovom rođenju. Vjeruje se, da je himan nastao u 13. stoljeću, a vjerojatni autor je franjevac Jacopone da Todi ili papa Inocent III. Himan je popularan diljem katoličkog svijeta, kao i u hrvatskom narodu. Pjeva se uz pobožnost Križnog puta u korizmi te na svetkovinu Gospe Žalosne.
Ovaj himan jedna je od najsnažnijih i najpoznatijih sačuvanih srednjovjekovnih pjesama. Razmišlja o patnji Djevice Marije, Majke Isusa Krista, za vrijeme raspeća. Himan su uglazbili brojni skladatelji, među kojima su najpoznatiji: Giovanni Pierluigi da Palestrina, Giovanni Battista Pergolesi, Antonio Vivaldi, Joseph Haydn, Gioachino Rossini, Antonín Dvořák, Franz Schubert, Giuseppe Verdi, Krzysztof Penderecki i ini.
Nakon crkvenoga Tridentskog sabora, himan je pao u zaborav, ali ponovno je postao poznat nakon objavljivanja u misalu pape Benedikta XIII. za svetkovinu Sedam žalosti Blažene Djevice Marije 1727. godine.

## Tekst
Himan na latinskome i njegov hrvatski prijevod:
| 1. Stabat mater dolorosa juxta Crucem lacrimosa, dum pendebat Filius. 2. Cuius animam gementem, contristatam et dolentem pertransivit gladius. 3. O quam tristis et afflicta fuit illa benedicta, mater Unigeniti! 4. Quae moerebat et dolebat, pia Mater, dum videbat nati poenas inclyti. 5. Quis est homo qui non fleret, matrem Christi si videret in tanto supplicio? 6. Quis non posset contristari Christi Matrem contemplari dolentem cum Filio? 7. Pro peccatis suae gentis vidit Iesum in tormentis, et flagellis subditum. 8. Vidit suum dulcem Natum moriendo desolatum, dum emisit spiritum. 9. Eia, Mater, fons amoris me sentire vim doloris fac, ut tecum lugeam. 10. Fac, ut ardeat cor meum in amando Christum Deum ut sibi complaceam. 11. Sancta Mater, istud agas, crucifixi fige plagas cordi meo valide. 12. Tui Nati vulnerati, tam dignati pro me pati, poenas mecum divide. 13. Fac me tecum pie flere, crucifixo condolere, donec ego vixero. 14. Juxta Crucem tecum stare, et me tibi sociare in planctu desidero. 15. Virgo virginum praeclara, mihi iam non sis amara, fac me tecum plangere. 16. Fac, ut portem Christi mortem, passionis fac consortem, et plagas recolere. 17. Fac me plagis vulnerari, fac me Cruce inebriari, et cruore Filii. 18. Flammis ne urar succensus, per te, Virgo, sim defensus in die iudicii. 19. Christe, cum sit hinc exire, da per Matrem me venire ad palmam victoriae. 20. Quando corpus morietur, fac, ut animae donetur paradisi gloria. Amen. | 1. Stala plačuć tužna Mati, gledala je kako pati Sin joj na križ uzdignut. 2. Dušom njenom razboljenom, rastuženom, ražaljenom, prolazio mač je ljut. 3. O koliko ucviljena bješe ona uzvišena, Majka Sina jedinog! 4. Bol bolova sve to ljući blaga Mati gledajući muke slavnog Sina svog. 5. Koji čovjek ne bi plak’o Majku Božju videć tako u tjeskobi tolikoj? 6. Tko protužit neće s čistom, kada vidi gdje za Kristom razdire se srce njoj? 7. Zarad grijeha svoga puka gleda njega usred muka i gdje bičem bijen bi. 8. Gleda svoga milog Sina, ostavljena sred gorčina, gdje se s dušom podijeli. 9. Vrelo milja, slatka Mati, bol mi gorku osjećati daj, da s tobom procvilim. 10. Neka ljubav srca moga gori sveđ za Krista Boga, da mu u svem omilim. 11. Rane drage, Majko sveta Spasa za me razapeta, Tisni usred srca mog. 12. Neka dođu i na mene patnje za me podnesene Sina tvoga ranjenog. 13. Daj mi s tobom suze livat, Raspetoga oplakivat, dok na svijetu budem ja. 14. U tvom društvu uz križ stati, s tobom jade jadovati želja mi je jedina. 15. Kruno Djeva, Djevo divna Budi meni milostivna Daj mi s tobom dijelit plač. 16. Daj mi nosit po sve dane Isusovu smrt i rane, Osjećati muke mač. 17. Neka rane izrane me Neka svega opoje me Sina tvoga križ i krv. 18. Ti na sudu za me zbori, Djevo sveta, da ne mori Pakleni me vječni crv. 19. Kada dođu smrtni časi, Kriste Bože, nek me spasi Majke tvoje zagovor. 20. Kad mi zemlja tijelo primi, dušu onda uzmi ti mi u nebeski blažen dvor. Amen. |